# Байрам Цури (град)
Байрам Цури (на албански: Bajram Curri) e град в Албания. Населението му е 5340 жители (2011 г.). Намира се в часова зона UTC+1. Пощенските му кодове са 8701 – 8702, а телефонния 0213. МПС кодът му е BC. Името му до 1954 година е Колгецай. Настоящето име е в чест на левия борец за освобождение на Косово от сръбска окупация, носил същото име. 